# Johan Fredrik Eckersberg
Johan Fredrik Eckersberg, född 16 juni 1822 i Drammen, död 13 juli 1870 i Sandvika, Norge, var en norsk konstnär.
Eckersberg ägnade sig först åt handel, men övergick snart till måleriet. Han utbildade sig vid Den kgl. Tegneskole, under Johannes Flintö 1843-46, Konstakademin i Düsseldorf under J.W. Schirmer, handledd av Hans Gude 1846-48. 
Han upprättade 1859 en konstskola i Kristiania. Eckersberg är känd för sina landskapsbilder, särskilt från högfjället, bland vilka märks Brudfärd på Hardangerfjorden och Norsk fjällslätt vid soluppgång. En del av hans tavlor inköptes av svenska staten.